# 维吾尔玉其温乡
维吾尔玉其温乡，是中华人民共和国新疆维吾尔自治区伊犁哈萨克自治州伊宁县下辖的一个乡镇级行政单位。

## 行政区划
维吾尔玉其温乡下辖以下地区：
维吾尔玉其温村、上阿山于孜村、阿山于孜村、阿同村、下阿同村、英阿亚提村和克什拉克塔木村。